# 松波鵜島バイパス

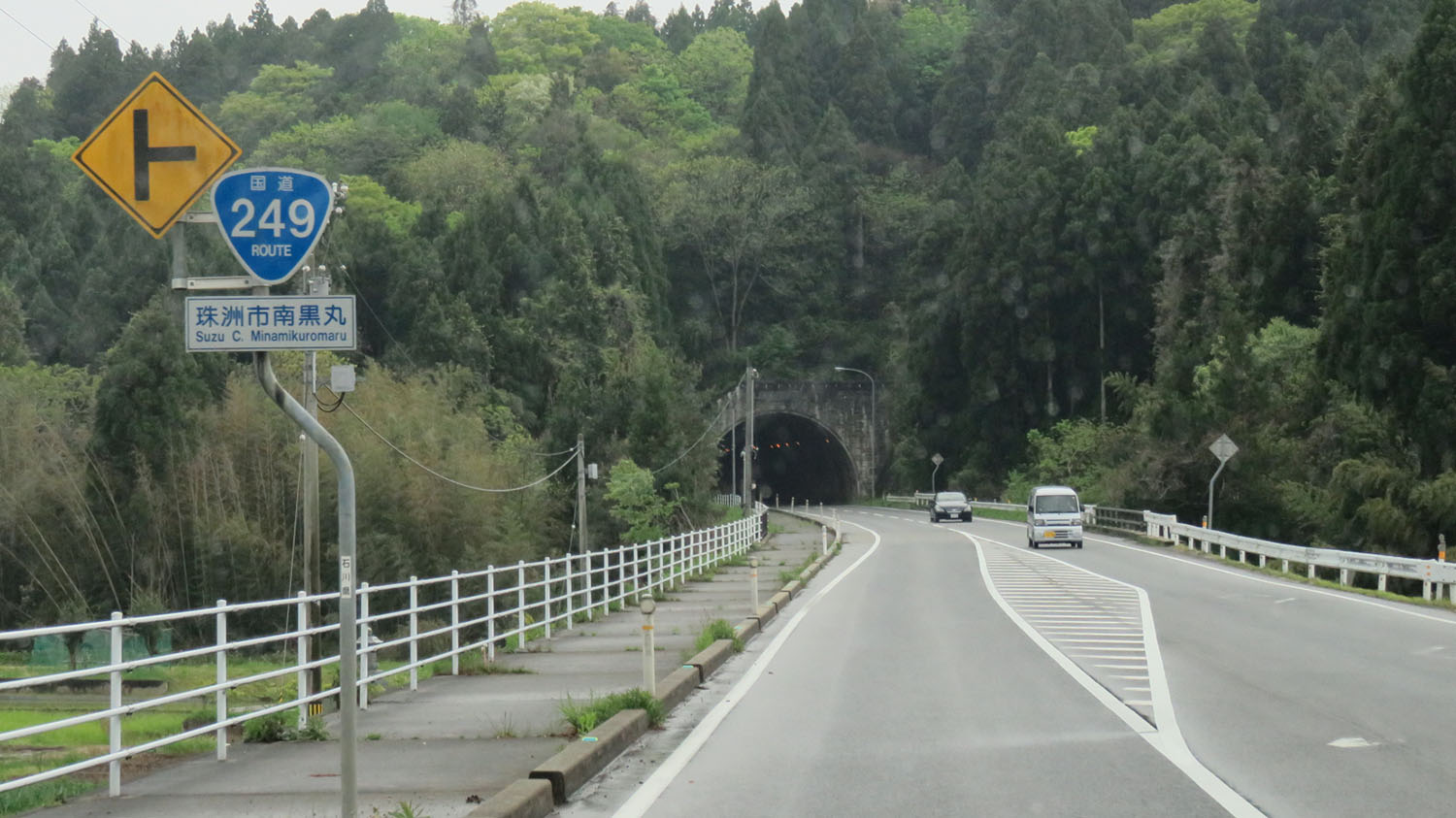
松波鵜島バイパス（石川県珠洲市宝立町南黒丸）。奥は鵜島トンネル（石川県珠洲市宝立町宗玄）。

松波鵜島バイパス（まつなみうしまバイパス）は、石川県の鳳珠郡能登町から珠洲市にわたり、延長の約九割が直線道路で構成された、全長約6kmにわたる国道249号のバイパスであった。
開通時、起終点双方に大きなパチンコ店が存在した事から、地元民の間では「パチンコ道路」のニックネームで呼称され、道幅が狭い当時の国道249号本線（現在、珠洲市道676号線）より大幅な所要時間短縮が実現した事は特筆される。
なお、2001年に前述のとおり本線へ付け替えられ、それ以降は名称のみが残る。

## 概要

### 路線データ
- 起点 石川県鳳珠郡能登町松波西Ｔ字路
- 終点 石川県珠洲市宝立町鵜飼金峰寺交差点
- 全長 5.95km
- 道路幅員 12.2m
- 車線数 2車線
- 車線幅員 3.25m
- 設計速度 60km/h
- 事業費 約56億円

## 沿革
- 1981年 事業化
- 1999年4月23日 開通

## 主な接続道路
- 石川県道26号珠洲穴水線
- 珠洲道路